# Пам'ятник Мейтленду (Керкіра)
Пам'ятник Мейтленду -  відомий як Ротонда Мейтленда або Перистиль Мейтленда (грецький: Περιστύλιο του Μαίτλαντ) неокласичний пам'ятник, розташований в кінці площі Спіанада на в місті Керкіра на острові Керкіра (Корфу), Греція. Він був побудований в 1821 році на честь сера Томаса Мейтленда, британського військового офіцера, який був останнім цивільним комісаром Іонічних островів.

## Історія
Сер Томас Мейтленд прибув до Керкіри 16 лютого 1816 р., а через вісім місяців, 25 жовтня 1816 р., 46 шляхетних корфіотів зробили пропозицію про будівництво тріумфальної арки на його честь. Зрештою монумент був споруджений у 1821 році іншій ніж  була визначена формі - ротонди з двадцятьма іонічними колонами. Його розробив полковник Джордж Вітмор із Корпусу королівських інженерів. Перистил як тип пам’ятника був дуже популярним у той час.
Як і Палац Святих Михайла та Георгія, споруда була побудована з вапняку, завезеного з Мальти, яка в той час була британською колонією. Мейтленд одночасно обіймав посади лорда Верховного комісара Іонічних островів та губернатора Мальти. Скульптурна робота була зроблена місцевим скульптором Павлосом Просалентісом.
Пам'ятник також відомий як Цистерна (грецька: Στέρνα), оскільки він побудований на вершині підземної цистерни з водою венеційської епохи, яка була побудована в 1781 році. Два входи пам’ятника дозволили отримати доступ до резервуару з водою.
Пам'ятник був пошкоджений внаслідок ерозії і був реставрований у 2004 році.

## Напис
У верхній частині пам’ятника є такий круговий напис: 
| Ліві лапки | ΕΙΣ ΜΝΕΙΑΝ ΑΙΣΙΟΥ ΗΜΕΡΑΣ ΕΠΑΝΟΔΟΥ ΕΚ ΜΕΓΑΛΗΣ ΒΡΕΤΑΝΝΙΑΣ ΘΩΜΑ ΜΑΙΤΛΑΝΔΟΥ ΩΣ ΕΥΘΥΝΤΗΡΩΣ ΠΟΛΙΤΙΚΟΥ ΚΑΤΑΣΤΗΜΑΤΟΣ ΝΗΣΩΝ ΙΟΝΙΚΩΝ ΠΟΛΙΤΑΙ ΚΕΡΚΥΡΑΙΟΙ ΑΝΕΣΤΗΣΑΝ ΕΤΕΙ ΣΩΤ ΑΩΙΣΤ | Праві лапки |

## Додатково
Площа Спіанада
Лістон